# Comté de Greene (Alabama)
Pour les articles homonymes, voir Comté de Greene.
Le comté de Greene est un comté des États-Unis, situé dans l'État de l'Alabama.

## Démographie
| 1820  | 1830   | 1840   | 1850   | 1860   | 1870   |
| ----- | ------ | ------ | ------ | ------ | ------ |
| 4 554 | 15 026 | 24 024 | 31 441 | 30 859 | 18 399 |

| 1880   | 1890   | 1900   | 1910   | 1920   | 1930   |
| ------ | ------ | ------ | ------ | ------ | ------ |
| 21 931 | 22 007 | 24 182 | 22 717 | 18 133 | 19 745 |

| 1940   | 1950   | 1960   | 1970   | 1980   | 1990   |
| ------ | ------ | ------ | ------ | ------ | ------ |
| 19 185 | 16 482 | 13 600 | 10 650 | 11 021 | 10 153 |

| 2000  | 2010  | 2020  | - | - | - |
| ----- | ----- | ----- | - | - | - |
| 9 974 | 9 045 | 7 730 | - | - | - |